# 意大利门

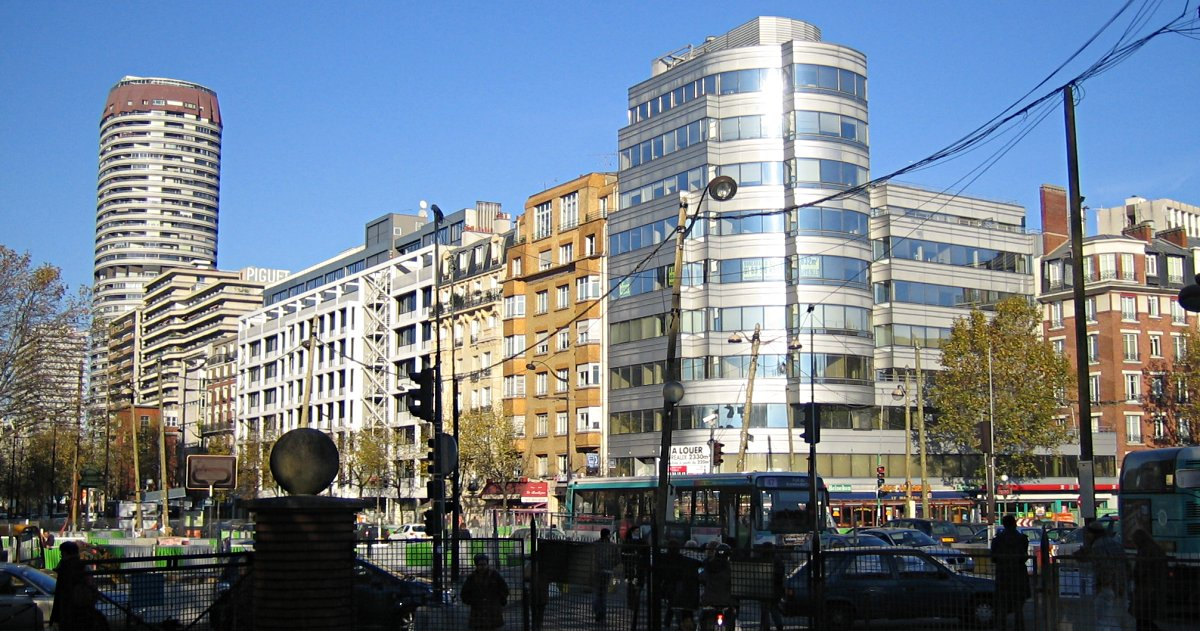
意大利门

意大利门（Porte d'Italie）是法國巴黎原梯也尔城墙上的城门之一，位于巴黎十三区，意大利大街（Avenue d'Italie）、Boulevard Massena、意大利门大街（Avenue de la Porte d'Italie）和 street Kellermann的交汇处，面对 Kremlin-Bicetre.
意大利门是巴黎与意大利之间的7号国道的起点，因而得名。

## 交通
地铁意大利门站和电车3a线停靠站都位于意大利门。